# Раншбах

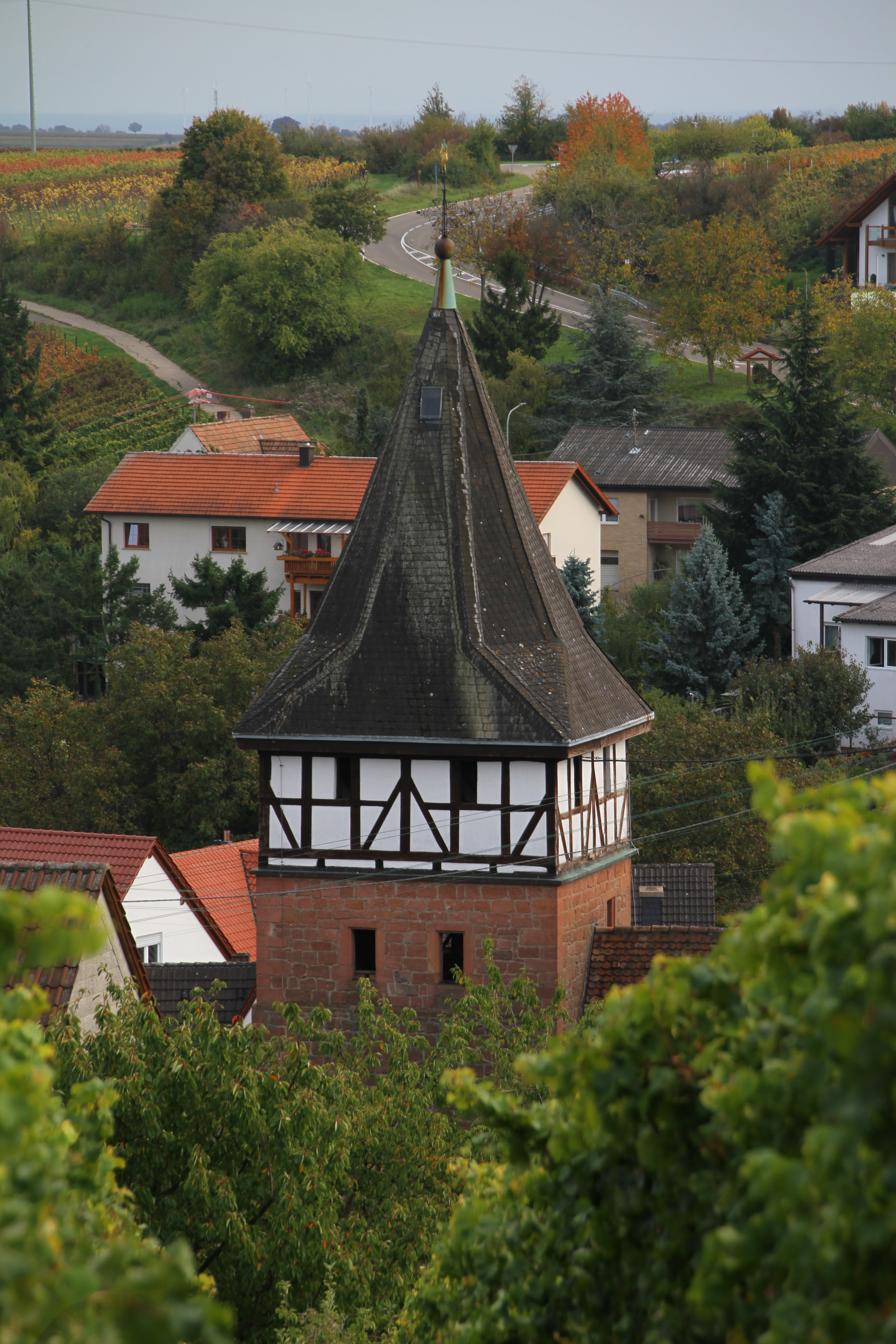

Раншбах (нем. Ranschbach) — коммуна в Германии, в земле Рейнланд-Пфальц. 
Входит в состав района Южный Вайнштрассе. Подчиняется управлению Ландау-Ланд.  Население составляет 654 человека (на 31 декабря 2010 года). Занимает площадь 1,19 км².